# East River of Pictou
East River of Pictou är ett vattendrag i Kanada.   Det ligger i provinsen Nova Scotia, i den östra delen av landet, 1 000 km öster om huvudstaden Ottawa.
I omgivningarna runt East River of Pictou växer i huvudsak blandskog. Runt East River of Pictou är det glesbefolkat, med 16 invånare per kvadratkilometer.